# 冬柴鐵三
冬柴 鐵三（ふゆしば てつぞう、1936年〈昭和11年〉6月29日 - 2011年〈平成23年〉12月5日）は、日本の政治家、弁護士。
報道などでは冬柴 鉄三とも表記される。本人サイトや選挙公報などでは冬しば 鉄三とも表記された。
衆議院議員（7期）、公明党幹事長、国土交通大臣（第7・8代）、公明党常任顧問などを歴任した。

## 概説
1936年、満洲国の奉天省奉天市に生まれる。関西大学二部法学部法律学科を卒業後、司法試験に合格し弁護士となった。
1986年、第38回衆議院議員総選挙にて当選し、以降連続7回当選した。創価学会員であり、国会では公明党に所属した。細川内閣では自治政務次官に就任した。その後、公明新党を経て新進党に合流し、同党の解党後は新党平和を経て公明党の結党に参加した。その間、新党平和幹事長や公明党幹事長を務めた。
第1次安倍内閣では国土交通大臣として初入閣し、観光立国担当大臣と海洋政策担当大臣も兼務する。第1次安倍改造内閣で留任し、福田康夫内閣で再任された。
2009年の第45回衆議院議員総選挙にて元長野県知事の田中康夫に敗れて落選する。以降も引き続き公明党の常任顧問を務めた。2011年11月上旬には、高齢により政界を引退すると報道されたが、11月24日にはこれを撤回。次期衆院選へ比例区で出馬することとなり、政界復帰に向けた準備を始めた矢先の12月5日午前8時3分、兵庫県尼崎市内の病院で急性肺炎のため死去した（75歳没）。

## 略歴

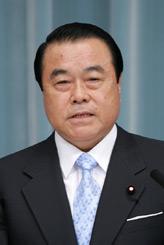
国土交通大臣就任時の記者会見にて（2006年撮影）

- 1936年6月29日 - 中国瀋陽（旧奉天）生まれ。
- 三重県の小学校、中学校を卒業。大阪市立扇町第二商業高等学校（現：大阪市立中央高等学校）卒業。
- 1960年3月 - 関西大学二部法学部法律学科卒業。
- 1961年10月 - 司法試験合格。
- 1964年4月 - 御堂筋法律事務所開業。
- 1986年7月6日 - 第38回衆議院議員総選挙に旧兵庫2区から公明党公認で初当選。
- 1990年2月28日 - 第39回衆議院議員総選挙に旧兵庫2区から公明党公認で再選。
- 1993年7月18日 - 第40回衆議院議員総選挙に旧兵庫2区から公明党公認で3期目の当選。細川内閣にて自治政務次官を務める。
- 1994年12月 - 新進党結成に参加し、党首海部俊樹の下で党政策審議副会長を歴任。
- 1996年
  - 8月 - 新進党党首小沢一郎の下で党国会対策副委員長を歴任。
  - 10月20日 - 第41回衆議院議員総選挙に兵庫8区から新進党公認で4期目の当選。
- 1998年
  - 9月 - 新党平和結成。党幹事長に就任。
  - 11月 - 公明党再結成。党幹事長に就任。
- 2000年6月25日 - 第42回衆議院議員総選挙兵庫8区から公明党公認で5期目の当選。
- 2003年11月9日 - 第43回衆議院議員総選挙兵庫8区から公明党公認で6期目の当選。
- 2005年9月11日 - 第44回衆議院議員総選挙兵庫8区から公明党公認で7期目の当選。
- 2006年
  - 9月 - 党幹事長を北側一雄に譲り、党常任顧問に就任。
  - 9月26日 - 第1次安倍内閣で国土交通大臣に就任（福田康夫内閣まで務める）。
- 2007年7月20日 - 海洋政策担当大臣を兼任。
- 2008年8月1日 - 福田康夫改造内閣発足に伴い国土交通大臣を退任。
- 2009年
  - 8月30日 - 第45回衆議院議員総選挙兵庫8区から立候補したが、新党日本の代表田中康夫に敗れ、落選。
  - 8月31日 - 政界からの引退を表明[5]。
- 2011年12月5日 - 急性肺炎のため死去（75歳没）。

## 主な所属議員連盟
- 国立追悼施設を考える会
- 北京オリンピックを支援する議員の会

## 役職歴

### 内閣
- 自治政務次官
- 国土交通大臣
- 観光立国担当大臣
- 海洋政策担当大臣

### 新進党
- 政策審議副会長
- 国会対策副委員長

### 新党平和
- 幹事長

### 公明党
- 幹事長
- 常任顧問

## 政策

### 在日外国人への地方参政権付与
在日外国人に対する地方参政権の付与を主張した。
第163回国会、第164回国会において「永住外国人に対する地方公共団体の議会の議員及び長の選挙権の付与に関する法律案」を提出している。また、2006年12月の参院決算委員会の答弁で、韓国で永住外国人の地方参政権が認可されたことを持ち出し、在日コリアンへの参政権付与を訴えた。

### 在日朝鮮人への救済政策
ウトロ地区に不法滞在している在日朝鮮人たちの立ち退きが最高裁の判決で確定すると、冬柴は「放っておくわけにはいかない」と在日朝鮮人たちへの支援を表明した。

## 第1次安倍内閣での活動
第1次安倍内閣、第1次安倍改造内閣にて冬柴は国土交通大臣（兼観光立国担当大臣・海洋政策担当大臣）を務めた。内閣府のサイトの「大臣のほんね」というコーナーで「人生で最も影響を受けた人物」に「ここで言ってもいいかどうかわかりませんが」という前置きの上で池田大作創価学会名誉会長を挙げている。

### 歩道橋改修
神奈川県横浜市の国道に架かる歩道橋架け替え工事を巡り、介入したとされている。管轄する横浜国道事務所は架け替えに否定的だった。しかし、横浜市神奈川区の町内会長が神奈川県議会議員（公明党所属）に相談したところ、2006年11月、国土交通省大臣室にて冬柴と町内会長との会談がセッティングされた。町内会長は冬柴に直接陳情し要望書を渡したところ、冬柴は「わかりました」と発言し、2007年度の国土交通省予算に「エレベーター付き歩道橋」の建設費として「3億円弱」が計上された。なお、冬柴と町内会長との会談の席には、参議院議員松あきらも同席していたという。

## 福田内閣での活動
第1時安倍改造内閣に続き、福田康夫内閣でも国土交通大臣（兼観光立国担当大臣・海洋政策担当大臣）に再任された。

### 独立行政法人民営化を拒否
行政改革担当大臣渡辺喜美から、独立行政法人の改革をめぐり、所管法人の廃止・民営化などで協力を求められたが、冬柴は法人組織の民営化を拒否するなど「ゼロ回答」を行った。これに対して当時、党幹事長の北側一雄は、「なぜゼロ回答なのか分からない」と冬柴の姿勢に疑問を呈した。

### 建基法不況に陥ったことを謝罪
2005年、一級建築士（当時）のA氏やヒューザーによる構造計算書偽造の発覚に端を発し、一連の構造計算書偽造問題が起きた。同様の問題の再発を防止すべく建築基準法を改正したが、法施行の準備不足や手続きの運用についての行き過ぎがあり、住宅着工が激減し、建基法不況に陥ることとなった。このことについて冬柴は、2007年12月28日、「改正に伴う混乱がこのように生じたこと、それが国民経済にも影響を与えたことについて、心から国民にお詫び申し上げたいと思います。」などと謝罪した。しかし、状況は低迷したまま施行から1年が経ち、2008年6月20日、冬柴は「7月、8月、9月は大変混乱しましたし、国民経済にまで影響を与えるということになってしまったことは、私も再々国民にお詫び申し上げていますけれども、改めてお詫びを申し上げなければならないと思います。」と再度謝罪した。

### 道路特定財源に関する誤答弁を謝罪
2008年1月28日、衆議院予算委員会での衆議院議員菅直人との討論にて、冬柴は「1874人の首長全員が、道路特定財源は維持すべしと直筆で署名したものが3冊ある。首長さんは一人残らず続けてもらいたいとおっしゃっている」と発言した。しかし、2月5日、参議院予算委員会にて、参議院議員福山哲郎に同発言の真偽を追及され、冬柴は「誤りがあった。心からおわびを申し上げたい」と謝罪した。なお、首長らから国土交通省に提出された署名について、国土交通省の担当者は「市長の署名6人分が欠けている」と述べている。
さらに2008年2月28日の予算委員会では、身内である公明党衆議院議員の富田茂之から「官僚の天下りに対して追及する民主党議員の行動は正しい」と民主党を擁護する発言をされるに至る。またこの冬柴発言に対し、同党の支持者から多数の抗議の手紙が届いた事を富田・冬柴の両名が答弁の中で認めている。

### 物価上昇について
2008年4月23日の衆議院国土交通委員会で、ガソリン税などを含む生活必需品の相次ぐ値上げへの認識を問われると「生活をどうするかは、それぞれが工夫していかなければならない」と回答した。

### 橋下知事の伊丹空港廃止発言を批判
内閣改造で国土交通大臣を退任する直前の2008年7月31日、騒音問題や梅田等大都市部への建築物高さ規制等の弊害が指摘されながら地元から一部存続要望もある伊丹空港に対して橋下徹大阪府知事が行った「廃止も視野に入れて議論」発言を受けて、8月1日、閣議後の記者会見で「あんまり素人が大胆なことは言わない方がいい」「議論を始めればそんなこと（廃止議論）はつぶれます」などと批判した。
これに対して橋下は「今までの経緯とか前例とか慣行とかを知らない素人だからこそ、見えるものもある」と反論。さらに「玄人がやって、今の行政や政治の状況ですから」と皮肉った。

## 政治資金

### 政治資金の収支が4年連続で同額
朝日新聞が2007年、冬柴が代表を務める政党支部の政治資金収支報告書に対し、収支が完全に一致し4年連続で繰越金が0円になるのは不自然との指摘をしていた。
朝日新聞によれば、冬柴が代表を務める公明党兵庫第8総支部では2003-2006年の政治資金収支報告書について、公明党本部からの政党交付金や企業献金等による収入があったが、各年とも経常経費や政治活動費として収入と同額が支出され繰越金が0円となっていた。冬柴の事務所は、収支の帳尻を合わせる行為は「していない」と回答している。しかし、政治献金による収入や支出は年毎に変化することから「支出を1円単位で合わせるのは至難の業」とされており、冬柴のような事例は「偶然ではほとんどあり得ない現象」と指摘されている。

## 不祥事

### 年金未納
2004年5月、公的年金に加入せず保険料を8か月分未納であったことが発覚した。年金未納問題で民主党代表の菅直人に辞任を求めておきながら、自分の未納が発覚しても党の役職を辞任することなく、公明党内の処分で済ませてしまった。

## その他
- 日中国会議員書画展に書画を提供したことがある[25]。
- 日本共産党とは政党間としては対立していたが、市田忠義とは親しかったという[26]。